# 碧安乡
碧安乡，是中华人民共和国云南省普洱市景谷傣族彝族自治县下辖的一个乡镇级行政单位。

## 行政区划
碧安乡下辖以下地区：
勐主村、迁德村、光明村、大寨村、芒景村、过达村、昔本村、漫河村、边江村、平掌村、文明村、河头村、上寨村、窑房村、云中村和黄草岭村。